# Университет Святого Августина
Университет Сан-Агустина (обычно называемый Сан-Агустин, Сан-Аг) — частный католический университет в городе Илоило, Филиппины. В 1904 году он был основан в качестве подготовительной школы для мальчиков испанскими католическими миссионерами с помощью своих американских собратьев по Ордену Святого Августина во время американского колониального периода. В 1917 году он был включен в состав Colegio de San Agustin de Iloilo. В марте 1953 года Сан-Агустин получил статус университета, став первым университетом Западных Висайских островов.
Университет сегодня предлагает академические программы от базового образования до аспирантуры в областях права, бизнеса, образования, компьютерных исследований, искусства и науки, сестринского дела и фармацевтики. В 2013 году университет отметил свое 60-летие как высшее учебное заведение.

## История

### Основание
Испанские августинцы были первыми христианскими миссионерами религиозного ордена, которые проникли на Филиппины и начали обращение в католицизм. Позже, после революции, испанские монахи-августинцы были выселены из 194 приходов и покинули Филиппины в 1899 году, в конечном итоге передав свои церкви и миссионерские станции светскому духовенству. Орден сохранил лишь несколько приходов, включая их основные фонды в Себу, Маниле и Илоило, и их взяли на себя американские монахи.
15 июля 1904 года университет был основан американскими священниками-августинцами вместе с несколькими филиппинскими и испанскими монахами из Испании. 12 декабря 1912 года получили признание правительства за различные предлагаемые курсы. В 1928 году было основано одно из старейших университетских изданий страны, «Зеркало Августина», в котором писали некоторые из известных писателей страны. В 1930-е годы был отмечен стремительный рост с открытием трех колледжей подряд: колледжа свободных искусств в 1935 году, коммерческого колледжа в 1936 году и юридического колледжа в 1937 году. В 1940 году в колледж начали принимать студенток.
Во время Второй мировой войны (1941-45) колледж был временно закрыт, поскольку Филиппины вели партизанскую войну против японцев. Война привела к разрушению всех зданий, за исключением Зала Урданета, в котором сейчас находятся университетский театр и Колледж фармации и медицинских технологий. Американские августинцы приехали в аренду после войны, чтобы помочь Ордену управлять университетом Сан-Агустин в течение нескольких лет.
Он был вновь открыт в 1945 году, после чего последовало десятилетие расширения, когда открыли фармацевтический колледж, технологический колледж (1945), педагогический колледж (1947), аспирантуру (1950) и колледж стоматологии (1953). Школа получила статус университета 1 марта 1953 года, за год до своего 50-летия, что сделало ее первым университетом на Западных Висайских островах.

### От 1984 до современности
Университет поддерживает статус аккредитации уровня III, предоставленный PAASCU, и является одной из двух школ в регионе, имеющих автономный статус, предоставленный CHED в начале 2000 года. Кампус университета, расположенный в самом центре города на улице Генерал Луна, имеет современный тренажерный зал, аудиторию, различные конференц-залы и комнаты для семинаров, научные, компьютерные и речевые лаборатории, музей, книжный магазин, библиотеку, учебные заведения.
В 1984 году была образована полностью филиппинская августинская провинция Санто-Ниньо-де-Себу, отделившаяся от материнской провинции Пресвятого Имени Иисуса Филиппин, базирующейся в Мадриде, и право собственности на университет было передано последнему определению августинцев.
Сан-Агустин продвигает литературу в регионе через Институт творческого письма Фрай-Луис-де-Леон, спонсирующий ежегодный национальный семинар писателей с таким же названием. Семинар присуждает ряд стипендий писателям на английском, хилигайнонском и других филиппинских языках. Его официальное студенческое издание «Августинское зеркало» получило различные журналистские награды и послужило источником вдохновения для некоторых уважаемых литературных умов Филиппин, в частности, августинского поэта Гилберта Луиса Р. Сентина III, OSA.
Последние события в университете в период с 1980-х по начало 2000-х годов включают создание различных исследовательских и коммуникационных центров, а именно: Института августинских исследований, Института социальных и культурных исследований Вилланова, Института естественных и технологических исследований Менделя и Института исследований культуры, Проблемы и инициативы социального развития.
С годами количество учащихся в школе увеличилось, в результате чего в июне 1995 года было принято решение о переводе отделения средней школы в новый кампус в пригороде Самбага, Джаро.

## Исследования и распространение
Одновременно с академической деятельностью преподавателей и студентов, как небольшой исследовательский университет, Университет Сан-Агустин имеет соответствующие исследовательские центры, каждый из которых специализируется на научных исследованиях и областях исследований.

## Культуры и традиции

### Святой покровитель
Университет назван в честь святого Августина, ключевой фигуры в доктринальном развитии западного христианства и Доктора Церкви . Две из его сохранившихся работ, «Признания» (автобиография) и «Город Божий», считаются западной классикой. Августина часто считают одним из богословских первоисточников Реформации из-за его учения о спасении и благодати. Мартин Лютер, возможно, величайшая фигура Реформации, сам был монахом-августинцем.

### Символы и значения печати Университета
- Орел олицетворяет высокий интеллект святого Августина в виде парящего «орла Бегемота».
- Сердце символизирует любовь и милосердие — первое правило святого Августина.
- Крозье и Митра Это символы епископства святого Августина.
- Книга олицетворяет атрибуты святого Августина как глубокого и плодовитого писателя и величайшего Учителя Церкви.
- Tolle Lege, Tolle Lege (Возьми и прочитай) — слова, услышанные из пустоты святым Августином, приведшие к его обращению в католицизм в Милане в 387 году.
- Цвета: красный символизирует отвагу, а золото — победу над злом в этом мире.
- Virtus et Scientia (Добродетель и Наука) — традиционный девиз августинцев, олицетворяющий два столпа августинского образа жизни.
- Университет Сан-Агустина. Университет Сан-Агустина, отмеченный печатью, представляет собой учебное заведение, посвященное обучению молодежи августинскому образу жизни.

## Публикации
- Зеркало Августина — официальный студенческий журнал Университета Сан-Агустин в городе Илоило, Филиппины. Он также был принят в качестве официального названия студенческого издания начального отдела Colegio San Agustin-Makati (основанного в 1969 году), сестринской школы Университета Сан-Агустин в столичном регионе страны. Дополнительная газета «Августинец» была основана в 1956 году и посвящена новостным событиям в университете. Это стало средством для студентов и преподавателей выразить свое мнение по университетскому городку и социально-политическим вопросам. В 2006 году был запущен литературный журнал «Иронг-Иронг» как средство творческого письма для студентов. Журнал был трехкратным лауреатом Премии Гавада Лопеса Хаэны за «выдающиеся достижения в журналистике в университетском городке» — высшей награды, присуждаемой государственным информационным агентством Филиппин (PIA). Он также девять раз был признан «лучшим журналом колледжа» в Западных Висайях.
- Младший августинец — Официальное издание отдела неполной средней школы.
- Орленок — Официальное издание начальной школы / начального отдела.